# Llatí (mitologia)

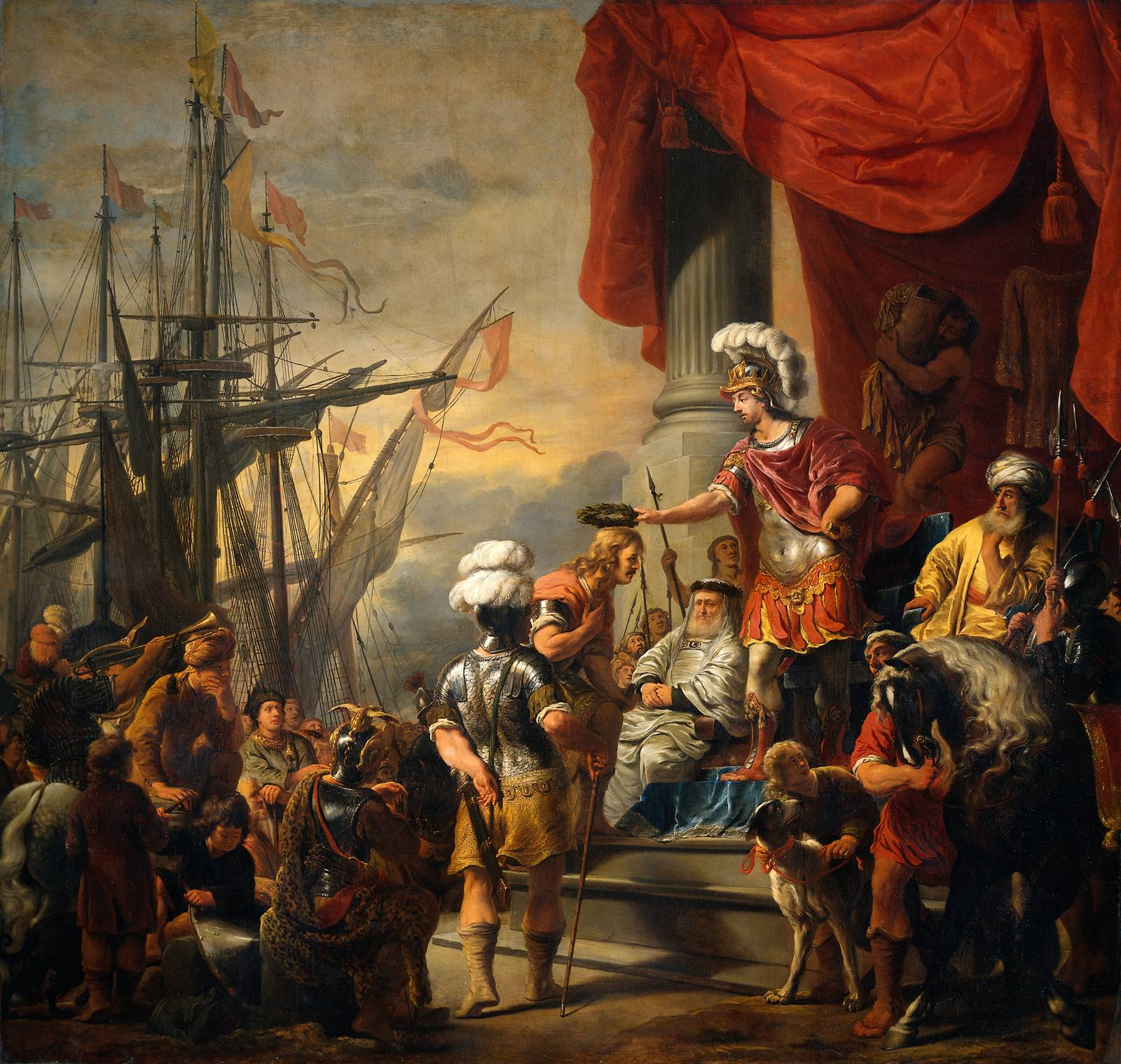
Enees a la cort del rei Llatí, pintura de Ferdinand Bol (1661 o 1663), Rijksmuseum (Amsterdam).

Segons la mitologia romana, Llatí (llatí: Latinus; en grec antic: Λατῖνος) era rei del Laci quan Enees, el príncep de Troia, arribà a Itàlia. Mentre que en la mitologia romana era un rei aborigen, la mitologia grega el fa fill d'Odisseu.

## Orígens
La tradició més coneguda, pervinguda gràcies a l'Eneida de Virgili, el fa fill de Faune i de la nimfa Marica, germà de Lavini i de la princesa Bona Dea, i marit d'Amata. Però el rei Llatí ja apareix en la tradició grega més antiga: segons Hesíode, Llatí era fill d'Odisseu i de la maga Circe, i germà d'Agri i Telègon, amb els quals hauria regnat sobre els tirrens. En canvi, segons Joan Laurenci, en el Catàleg de les dones el mateix Hesíode el fa fill de Zeus i Pandora, la primera dona, i germà de Grecos. D'altres autors més tardans el fan fill de Circe i Telèmac, el fill d'Odisseu, i d'Odisseu i Calipso. Entre els germans de Llatí també es comptava Ausoni, rei d'Ausònia.
En les llegendes lligades al culte d'Hèrcules a Itàlia, Llatí seria fill d'aquest heroi divinitzat i una dona, però la identitat d'aquesta varia segons les versions. Podria ser:
- Palanto, una presonera hiperbòria que l'heroi havia rebut com a ostatge a canvi del seu pare; d'ella s'hauria originat el nom del turó Palatí
- L'esposa del rei Faune, que aquest li hauria cedit a l'heroi
- La filla de Faune, segons versions posteriors

Pescenni Fest diu que «Llatí» era el nom amb el qual vivia a la Terra el qui després fou Júpiter; després de la lluita amb Mezenci va desaparèixer per esdevenir Júpiter Laciar, relació idèntica a la de Ròmul i Quirí.

## A l'Eneida
Segons Virgili, Llatí i Amata varen tenir dos fills: l'hereu morí prematurament, i solament restà una sola filla, Lavínia. Amata pressionava Llatí per casar Lavínia amb el rei dels rútuls, anomenat Turn, però al rei no li feia gaire gràcia. Quan es presentà Enees als seus dominis, Llatí li donà la mà de la seva filla, provocant la guerra amb Turn. Després de guanyar la guerra, Lavínia es casà finalment amb Enees (que fundà la ciutat de Lavínium en honor seu) i li donà un fill, Silvi, futur rei d'Alba Longa. Amb la unió de la seva filla amb Enees, els descendents de Llatí serien Ròmul i Rem, fundadors de Roma.

## Segons Livi
Titus Livi intenta ser un historiador imparcial narrant les dues versions que havia sentit sobre la trobada entre el rei Llatí i Enees, que s'havia ocorregut després que els exiliats de Troia haguessin desembarcat al territori de Laurèntum. En una versió, s'hauria produït un enfrontament entre els habitants del lloc i els troians, que sortiren vencedors, i el rei Llatí hauria fet les paus amb ells. En l'altra versió, el rei Llatí, amb els exèrcits ja desplegats, va voler conèixer qui comandava l'exèrcit adversari; quan li hagueren explicat qui era i la seva història, va sentir admiració per ell i va oferir la mà de Lavínia a Enees en senyal de pau.
A més del pacte públic, el tractat d'aliança entre el rei Llatí i Enees, va anar acompanyat d'un pacte privat, amb el qual Llatí li concedia en matrimoni la seva filla Lavínia. El matrimoni entre Enees i Lavínia va desencadenar la ràbia de Turn, rei dels rútuls, a qui anteriorment Lavínia havia estat promesa. Turn va entrar en batalla contra el rei Llatí i Enees: malgrat que els rútuls foren vençuts, el rei Llatí va morir.

## En Dionisi d'Halicarnàs
Dionisi d'Halicarnàs, anterior a Titus Livi, dona una altra versió dels fets. Segons aquest autor, el rei Llatí ja estava embolicat en una guerra contra els rútuls i, sabent de l'arribada dels troians, els va demanar suport. A canvi, els troians li van demanar prou terres per fundar una colònia i establir-s'hi. En el relat de Dionisi, el rei Llatí moria dos anys després de l'arribada d'Enees, quatre anys després de la fugida de Troia.

## Arbre genealògic

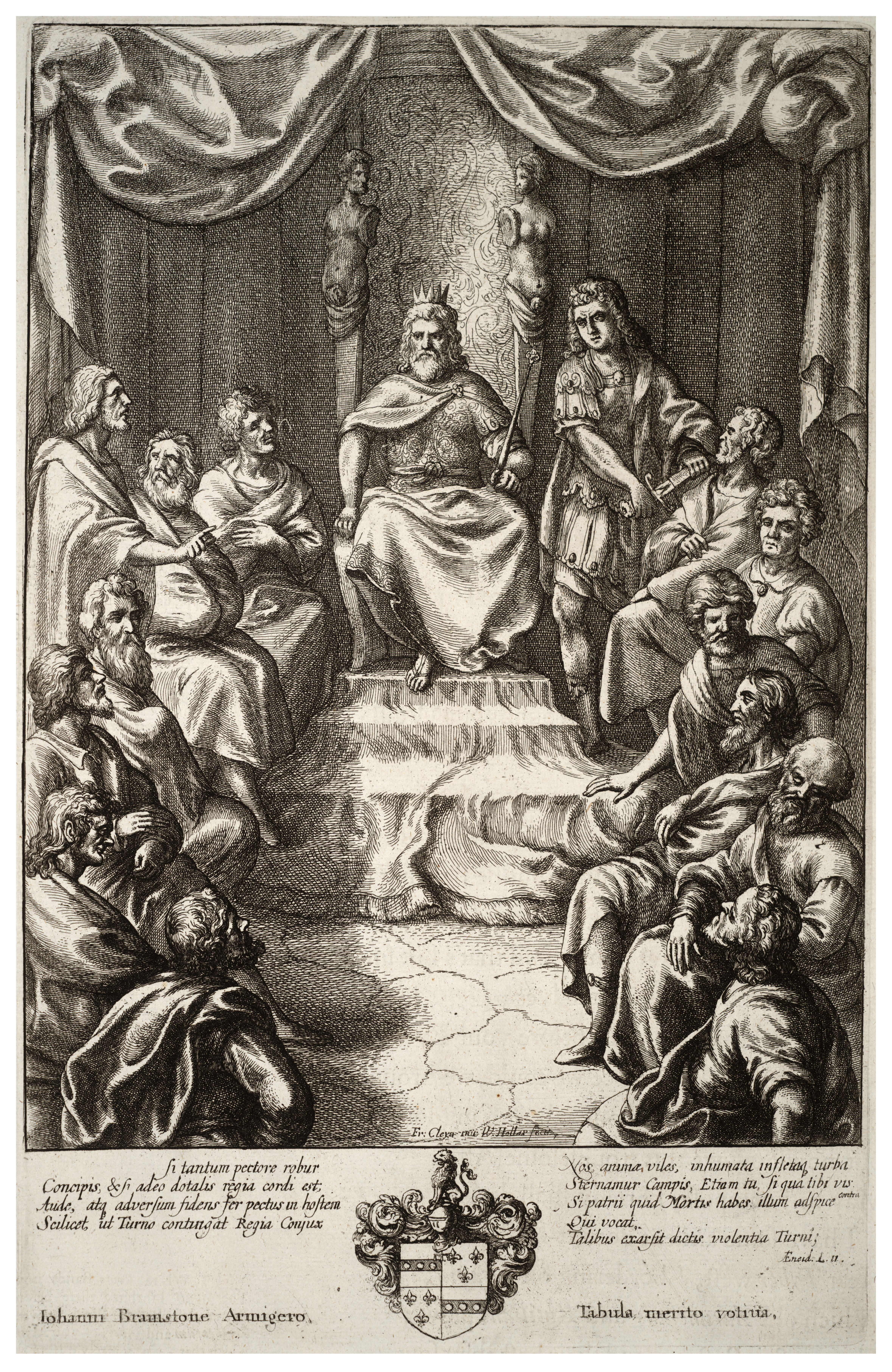
Latinus, dibuix de Wenceslas Hollar,(1607-1677)

|        |        |        |        |        |        | Anquises       | Anquises       | Anquises       | Anquises       | Anquises       | Anquises       |          |          |          |          |              |            | Venus      | Venus      | Venus       | Venus       | Venus       | Venus       |             |             |           |           | Llatí     | Llatí     | Llatí   | Llatí   | Llatí   | Llatí   |  |  |  |  |  |  |  |  |  |  |
|        |        |        |        |        |        | Anquises       | Anquises       | Anquises       | Anquises       | Anquises       | Anquises       |          |          |          |          |              |            | Venus      | Venus      | Venus       | Venus       | Venus       | Venus       |             |             |           |           | Llatí     | Llatí     | Llatí   | Llatí   | Llatí   | Llatí   |  |  |  |  |  |  |  |  |  |  |
|        |        |        |        |        |        |                |                |                |                |                |                |          |          |          |          |              |            |            |            |             |             |             |             |             |             |           |           |           |           |         |         |         |         |  |  |  |  |  |  |  |  |  |  |
| Creüsa | Creüsa | Creüsa | Creüsa | Creüsa | Creüsa |                |                |                |                |                |                | Enees    | Enees    | Enees    | Enees    | Enees        | Enees      |            |            |             |             |             |             |             |             |           |           | Lavínia   | Lavínia   | Lavínia | Lavínia | Lavínia | Lavínia |  |  |  |  |  |  |  |  |  |  |
| Creüsa | Creüsa | Creüsa | Creüsa | Creüsa | Creüsa |                |                |                |                |                |                | Enees    | Enees    | Enees    | Enees    | Enees        | Enees      |            |            |             |             |             |             |             |             |           |           | Lavínia   | Lavínia   | Lavínia | Lavínia | Lavínia | Lavínia |  |  |  |  |  |  |  |  |  |  |
|        |        |        |        |        |        |                |                |                |                |                |                |          |          |          |          |              |            |            |            |             |             |             |             |             |             |           |           |           |           |         |         |         |         |  |  |  |  |  |  |  |  |  |  |
|        |        |        |        |        |        | Ascani o Iulus | Ascani o Iulus | Ascani o Iulus | Ascani o Iulus | Ascani o Iulus | Ascani o Iulus |          |          |          |          |              |            |            |            | Silvi       | Silvi       | Silvi       | Silvi       | Silvi       | Silvi       |           |           |           |           |         |         |         |         |  |  |  |  |  |  |  |  |  |  |
|        |        |        |        |        |        | Ascani o Iulus | Ascani o Iulus | Ascani o Iulus | Ascani o Iulus | Ascani o Iulus | Ascani o Iulus |          |          |          |          |              |            |            |            | Silvi       | Silvi       | Silvi       | Silvi       | Silvi       | Silvi       |           |           |           |           |         |         |         |         |  |  |  |  |  |  |  |  |  |  |
|        |        |        |        |        |        | Silvi          | Silvi          | Silvi          | Silvi          | Silvi          | Silvi          |          |          |          |          |              |            |            |            | Enees Silvi | Enees Silvi | Enees Silvi | Enees Silvi | Enees Silvi | Enees Silvi |           |           |           |           |         |         |         |         |  |  |  |  |  |  |  |  |  |  |
|        |        |        |        |        |        | Silvi          | Silvi          | Silvi          | Silvi          | Silvi          | Silvi          |          |          |          |          |              |            |            |            | Enees Silvi | Enees Silvi | Enees Silvi | Enees Silvi | Enees Silvi | Enees Silvi |           |           |           |           |         |         |         |         |  |  |  |  |  |  |  |  |  |  |
|        |        |        |        |        |        | Brutus         | Brutus         | Brutus         | Brutus         | Brutus         | Brutus         |          |          |          |          |              |            |            |            | Llatí Silvi | Llatí Silvi | Llatí Silvi | Llatí Silvi | Llatí Silvi | Llatí Silvi |           |           |           |           |         |         |         |         |  |  |  |  |  |  |  |  |  |  |
|        |        |        |        |        |        | Brutus         | Brutus         | Brutus         | Brutus         | Brutus         | Brutus         |          |          |          |          |              |            |            |            | Llatí Silvi | Llatí Silvi | Llatí Silvi | Llatí Silvi | Llatí Silvi | Llatí Silvi |           |           |           |           |         |         |         |         |  |  |  |  |  |  |  |  |  |  |
|        |        |        |        |        |        |                |                |                |                |                |                |          |          |          |          |              |            |            |            | Alba        |             |             |             |             |             |           |           |           |           |         |         |         |         |  |  |  |  |  |  |  |  |  |  |
|        |        |        |        |        |        |                |                |                |                |                |                |          |          |          |          |              |            |            |            |             |             |             |             |             |             |           |           |           |           |         |         |         |         |  |  |  |  |  |  |  |  |  |  |
|        |        |        |        |        |        |                |                |                |                |                |                |          |          |          |          |              |            |            |            | Atis        |             |             |             |             |             |           |           |           |           |         |         |         |         |  |  |  |  |  |  |  |  |  |  |
|        |        |        |        |        |        |                |                |                |                |                |                |          |          |          |          |              |            |            |            |             |             |             |             |             |             |           |           |           |           |         |         |         |         |  |  |  |  |  |  |  |  |  |  |
|        |        |        |        |        |        |                |                |                |                |                |                |          |          |          |          |              |            |            |            | Capis       |             |             |             |             |             |           |           |           |           |         |         |         |         |  |  |  |  |  |  |  |  |  |  |
|        |        |        |        |        |        |                |                |                |                |                |                |          |          |          |          |              |            |            |            |             |             |             |             |             |             |           |           |           |           |         |         |         |         |  |  |  |  |  |  |  |  |  |  |
|        |        |        |        |        |        |                |                |                |                |                |                |          |          |          |          |              |            |            |            | Càpet       |             |             |             |             |             |           |           |           |           |         |         |         |         |  |  |  |  |  |  |  |  |  |  |
|        |        |        |        |        |        |                |                |                |                |                |                |          |          |          |          |              |            |            |            |             |             |             |             |             |             |           |           |           |           |         |         |         |         |  |  |  |  |  |  |  |  |  |  |
|        |        |        |        |        |        |                |                |                |                |                |                |          |          |          |          |              |            |            |            | Tiberí      |             |             |             |             |             |           |           |           |           |         |         |         |         |  |  |  |  |  |  |  |  |  |  |
|        |        |        |        |        |        |                |                |                |                |                |                |          |          |          |          |              |            |            |            |             |             |             |             |             |             |           |           |           |           |         |         |         |         |  |  |  |  |  |  |  |  |  |  |
|        |        |        |        |        |        |                |                |                |                |                |                |          |          |          |          |              |            |            |            | Agripa      |             |             |             |             |             |           |           |           |           |         |         |         |         |  |  |  |  |  |  |  |  |  |  |
|        |        |        |        |        |        |                |                |                |                |                |                |          |          |          |          |              |            |            |            |             |             |             |             |             |             |           |           |           |           |         |         |         |         |  |  |  |  |  |  |  |  |  |  |
|        |        |        |        |        |        |                |                |                |                |                |                |          |          |          |          |              |            |            |            | Ròmul       |             |             |             |             |             |           |           |           |           |         |         |         |         |  |  |  |  |  |  |  |  |  |  |
|        |        |        |        |        |        |                |                |                |                |                |                |          |          |          |          |              |            |            |            |             |             |             |             |             |             |           |           |           |           |         |         |         |         |  |  |  |  |  |  |  |  |  |  |
|        |        |        |        |        |        |                |                |                |                |                |                |          |          |          |          |              |            |            |            | Aventí      |             |             |             |             |             |           |           |           |           |         |         |         |         |  |  |  |  |  |  |  |  |  |  |
|        |        |        |        |        |        |                |                |                |                |                |                |          |          |          |          |              |            |            |            |             |             |             |             |             |             |           |           |           |           |         |         |         |         |  |  |  |  |  |  |  |  |  |  |
|        |        |        |        |        |        |                |                |                |                |                |                |          |          |          |          |              |            |            |            | Proca       |             |             |             |             |             |           |           |           |           |         |         |         |         |  |  |  |  |  |  |  |  |  |  |
|        |        |        |        |        |        |                |                |                |                |                |                |          |          |          |          |              |            |            |            |             |             |             |             |             |             |           |           |           |           |         |         |         |         |  |  |  |  |  |  |  |  |  |  |
|        |        |        |        |        |        |                |                |                |                |                |                |          |          |          |          |              |            |            |            |             |             |             |             |             |             |           |           |           |           |         |         |         |         |  |  |  |  |  |  |  |  |  |  |
|        |        |        |        |        |        |                |                |                |                |                |                |          |          |          |          |              |            |            |            |             |             |             |             |             |             |           |           |           |           |         |         |         |         |  |  |  |  |  |  |  |  |  |  |
|        |        |        |        |        |        |                |                |                |                |                |                |          |          |          |          | Numítor      | Numítor    | Numítor    | Numítor    | Numítor     | Numítor     |             |             |             |             | Amuli     | Amuli     | Amuli     | Amuli     | Amuli   | Amuli   |         |         |  |  |  |  |  |  |  |  |  |  |
|        |        |        |        |        |        |                |                |                |                |                |                |          |          |          |          | Numítor      | Numítor    | Numítor    | Numítor    | Numítor     | Numítor     |             |             |             |             | Amuli     | Amuli     | Amuli     | Amuli     | Amuli   | Amuli   |         |         |  |  |  |  |  |  |  |  |  |  |
|        |        |        |        |        |        |                |                |                |                |                |                |          |          |          |          | Rea Sílvia   | Rea Sílvia | Rea Sílvia | Rea Sílvia | Rea Sílvia  | Rea Sílvia  |             |             | Ares/Mart   | Ares/Mart   | Ares/Mart | Ares/Mart | Ares/Mart | Ares/Mart |         |         |         |         |  |  |  |  |  |  |  |  |  |  |
|        |        |        |        |        |        |                |                |                |                |                |                |          |          |          |          | Rea Sílvia   | Rea Sílvia | Rea Sílvia | Rea Sílvia | Rea Sílvia  | Rea Sílvia  |             |             | Ares/Mart   | Ares/Mart   | Ares/Mart | Ares/Mart | Ares/Mart | Ares/Mart |         |         |         |         |  |  |  |  |  |  |  |  |  |  |
|        |        |        |        |        |        |                |                |                |                |                |                |          |          |          |          |              |            |            |            |             |             |             |             |             |             |           |           |           |           |         |         |         |         |  |  |  |  |  |  |  |  |  |  |
|        |        |        |        |        |        |                |                |                |                |                |                |          |          |          |          |              |            |            |            |             |             |             |             |             |             |           |           |           |           |         |         |         |         |  |  |  |  |  |  |  |  |  |  |
|        |        |        |        |        |        |                |                |                |                |                |                | Hersília | Hersília | Hersília | Hersília | Hersília     | Hersília   |            |            | Ròmul       | Ròmul       | Ròmul       | Ròmul       | Ròmul       | Ròmul       |           |           | Rem       | Rem       | Rem     | Rem     | Rem     | Rem     |  |  |  |  |  |  |  |  |  |  |
|        |        |        |        |        |        |                |                |                |                |                |                | Hersília | Hersília | Hersília | Hersília | Hersília     | Hersília   |            |            | Ròmul       | Ròmul       | Ròmul       | Ròmul       | Ròmul       | Ròmul       |           |           | Rem       | Rem       | Rem     | Rem     | Rem     | Rem     |  |  |  |  |  |  |  |  |  |  |
|        |        |        |        |        |        |                |                |                |                |                |                |          |          |          |          |              |            |            |            |             |             |             |             |             |             |           |           |           |           |         |         |         |         |  |  |  |  |  |  |  |  |  |  |
|        |        |        |        |        |        |                |                |                |                |                |                |          |          |          |          | Reis de Roma |            |            |            |             |             |             |             |             |             |           |           |           |           |         |         |         |         |  |  |  |  |  |  |  |  |  |  |